# Mala vas pri Grosupljem
Mala vas pri Grosupljem je naselje v Občini Grosuplje.